# Vestre Toten
Vestre Toten è un comune norvegese della contea di Innlandet.